# Station Nisko Podwolina
Station Nisko Podwolina is een spoorwegstation in de Poolse plaats Nisko.